# Hemidactylus pseudomuriceus
Hemidactylus pseudomuriceus là một loài thằn lằn trong họ Gekkonidae. Loài này được Henle & Böhme mô tả khoa học đầu tiên năm 2003.